# Lex Immers
Pour les articles homonymes, voir Immers.
Alexander « Lex » Immers est un footballeur néerlandais, né le 8 juin 1986 à La Haye aux Pays-Bas. Il évolue comme milieu offensif.

## Biographie
Dans sa jeunesse, Lex Immers a évolué pour différents clubs de la ville de La Haye, tels que les clubs amateurs de Lens et Vredenburch. Il a également joué une saison à DSO Zoetermeer.
Le club d'ADO La Haye, impressionné par ses performances, lui fait signer un contrat espoir. Lex commence sa carrière professionnelle le 24 août 2007 contre le RKC Waalwijk. Ce jour-là, il remplace à la 74e minute son équipier Yuri Cornelisse. Une semaine plus tard, il signe un nouveau contrat de 2 ans. Il devient très vite un joueur important de l'équipe d'ADO.
Le 1er juillet 2016, il rejoint Cardiff City.
Lors du mercato hivernal 2017, il signe en faveur du Club Brugge KV. Il marque son premier but lors de la rencontre de Jupiler Pro League contre Waasland Beveren.

## Palmarès
Néant